# 基烏利亞科查湖 (亞納坎查區)
12°18′59″S 75°30′49″W / 12.31639°S 75.51361°W
基烏利亞科查湖（Qiwllaqucha），是秘魯的湖泊，位於該國中部胡寧大區，由丘帕卡省的亞納坎查區負責管轄，長2.23公里、寬0.76公里，該湖泊海拔高度4,536米。